# تسخیر روح
تسخیر روح (انگلیسی: Spirit possession)، یک رفتار غیر معمول یا یک دگرگونی وضعیت هوشیاری و مرتبط با آن است که ظاهراً باعث با کنترل بدن انسان و عملکردهای آن توسط فراطبیعی‌ها، شبح‌ها، دمون‌ها، فرشته‌ها یا الوهیت‌ها. مفهوم تسخیر روح در بسیاری از فرهنگ‌ها و ادیان وجود دارد، از جمله بودیسم، مسیحیت، هائیتی وودو، وودو دومینیکن، هندوئیسم، اسلام، یهودیت، ویکا، و جنوب شرق آسیا، آفریقا و سنت‌های مردم بومی قاره آمریکا
بسته به زمینه فرهنگی که در آن یافت می‌شود، ممکن است تصرف به صورت داوطلبانه یا غیرارادی در نظر گرفته شود و ممکن است اثرات مفید یا مضری بر میزبان داشته باشد.
تجربه تسخیر روح گاهی به عنوان مدرکی برای تأیید اعتقاد به وجود ارواح، خدایان یا شیاطین عمل می‌کند.
در یک مطالعه در سال ۱۹۶۹ که توسط مؤسسه ملی سلامت روان تأمین مالی شد، باورهای مالکیت روح در ۷۴٪ از نمونه ای متشکل از ۴۸۸ جامعه در تمام نقاط جهان وجود داشت. با بیشترین تعداد جوامع معتقد در فرهنگ‌های اقیانوس آرام و کمترین میزان بروز در میان مردم بومی قاره آمریکا از هر دو مردم بومی قاره آمریکا و بومی‌های آمریکای جنوبی.
همان‌طور که پنطیکاستیسم و مسیحیت کاریزماتیک فرقه مسیحی در هر دو منطقه آفریقایی و اقیانوسی حرکت می‌کنند، ادغام باورها می‌تواند اتفاق بیفتد، و شیاطین نماینده ادیان بومی «قدیمی» شوند که خادمان مسیحی سعی در جن‌گیری دارند.